# Бредис, Витаутас Юлианович
Вита́утас Юлиа́нович Бре́дис (лит. Vytautas Julius Briedis; 27 августа 1940, Науседжяй — 22 сентября 2019) — советский литовский гребец, выступал за сборную СССР по академической гребле в 1960-х годах. Бронзовый призёр летних Олимпийских игр в Мехико, обладатель серебряных медалей чемпионатов Европы и мира, многократный победитель всесоюзных регат. На соревнованиях представлял спортивный клуб «Жальгирис», мастер спорта международного класса.

## Биография
Витаутас Бредис родился 27 августа 1940 года в деревне Науседжяй Литовской ССР (ныне — в Биржайском районе Литвы). Активно заниматься академической греблей начал в возрасте пятнадцати лет, состоял в вильнюсском спортивном клубе «Жальгирис». В период 1959—1962 годов работал электриком и электросварщиком.
Первых серьёзных успехов добился в 1962 году, когда попал в основной состав советской национальной сборной и побывал на чемпионате мира в швейцарском Люцерне, откуда привёз награду серебряного достоинства, выигранную в зачёте восьмёрок с рулевым. Год спустя выиграл в той же дисциплине серебро на чемпионате Европы в Копенгагене, ещё через год повторил это достижение на европейском первенстве в Амстердаме. Благодаря череде удачных выступлений удостоился права защищать честь страны на летних Олимпийских играх 1964 года в Токио — их экипаж из восьми гребцов и рулевого успешно вышел в финал, однако в решающем заезде финишировал пятым, немного не дотянув до призовых позиций.
В 1968 году Бредис прошёл отбор на Олимпийские игры в Мехико — в составе восьмиместного экипажа, куда также вошли гребцы Зигмас Юкна, Антанас Богданавичюс, Валентин Кравчук, Юрий Лоренцсон, Александр Мартышкин, Владимир Стерлик, Виктор Суслин и рулевой Юозас Ягелавичюс, завоевал в заездах восьмёрок бронзовую медаль, проиграв только сборным Западной Германии и Австралии.
Впоследствии продолжал принимать участие во всесоюзных регатах вплоть до 1973 года, несколько раз становился чемпионом Советского Союза, чемпионом Литовской ССР, однако на международном уровне значимых побед больше не одерживал. За выдающиеся спортивные достижения удостоен почётного звания «Мастер спорта СССР международного класса». Имеет высшее образование, в 1968 году окончил вильнюсский филиал Каунасского технологического университета, работал по специальности инженером. После завершения карьеры спортсмена занимал административные должности в нескольких литовских спортивных организациях, занимался тренерской деятельностью, в частности, был тренером вильнюсского «Динамо» и литовской республиканской сборной.